# Илфелд (Баварска)
Илфелд (њем. Uehlfeld) град је у њемачкој савезној држави Баварска. Једно је од 38 општинских средишта округа Нојштат ан дер Ајш-Бад Виндсхајм. Према процјени из 2010. у граду је живјело 2.980 становника. Посједује регионалну шифру (AGS) 9575167.

## Географски и демографски подаци
Илфелд се налази у савезној држави Баварска у округу Нојштат ан дер Ајш-Бад Виндсхајм. Град се налази на надморској висини од 278 метара. Површина општине износи 31,2 km². У самом граду је, према процјени из 2010. године, живјело 2.980 становника. Просјечна густина становништва износи 95 становника/km².